# Hyloxalus elachyhistus
Hyloxalus elachyhistus – gatunek płaza bezogonowego z rodziny drzewołazowatych (Dendrobatidae).

## Występowanie
Region występowania tego płaza znajduje się w południowym Ekwadorze oraz północno-zachodnim Peru; jest on spotykany w przedziale wysokości 540–2760 m n.p.m.
Bytuje on w nizinnych i górskich lasach suchych, ciernistych zaroślach oraz tropikalnych wilgotnych lasach górskich. Zamieszkuje okolice strumieni; widywano go też w rowach irygacyjnych na terenach uprawnych.

## Status zagrożenia
W Czerwonej księdze gatunków zagrożonych IUCN Hyloxalus elachyhistus od 2019 roku klasyfikowany jest jako gatunek najmniejszej troski (LC, ang. Least Concern); wcześniej, od 2004 roku uznawano go za gatunek zagrożony (EN, ang. Endangered).
Do zagrożeń dla gatunku należy głównie utrata i degradacja siedlisk, choć do pewnego stopnia toleruje on środowiska zmodyfikowane przez człowieka. Do wcześniejszych spadków liczebności mogła się przyczynić grzybicza choroba – chytridiomikoza.